# ریکاردینیو (بازیکن فوتبال، زاده ۱۹۹۴)
ریکاردینیو (پرتغالی: Ricardinho؛ زادهٔ ۲۴ مارس ۱۹۹۴) بازیکن فوتبال اهل پرتغال است.
از باشگاه‌هایی که در آن بازی کرده‌است می‌توان به ژیل ویسنته اشاره کرد.